# Horogenèse
Ne doit pas être confondu avec Orogenèse.
L'horogenèse désigne la genèse des frontières, ou bien l'étude de leur genèse.

## Concept
Le concept est un néologisme créé par le géographe et géopolitologue Michel Foucher, dans son ouvrage Fronts et Frontières, un Tour du monde géopolitique, publié en 1988. Le terme est créé à partir du suffixe genèse, qui signifie l'origine, et de horos, qui désigne le sillon qui délimitait la cité en Grèce antique, ou plus simplement le territoire.
Sont aussi utilisés les termes de limologie et de tomogénie.
L'horogenèse fait l'objet de mythes depuis l'Antiquité. Le mythe de la fondation de Rome montre comment Romulus trace dans la terre les futures limites de Rome. L'origine des frontières a souvent été le fait de guerres ou de colonisation, et parfois de référendums. Les relations internationales causent une reconfiguration des frontières. L'horogenèse de l'Europe s'est ainsi réalisée sur plus de huit siècles, et a continué jusqu'à la guerre de Yougoslavie.